# Conferencia Este (NHL)
La Conferencia Este  de la NHL está compuesta por 16 equipos y organizada en dos divisiones de ocho equipos cada una. 
Al campeón de la Conferencia Este se le entrega el trofeo Prince of Wales Trophy y además gana la posibilidad de disputar la Stanley Cup contra el ganador de la Conferencia Oeste y de esta forma definir al campeón de la NHL.
| División Metropolitana Carolina Hurricanes Columbus Blue Jackets New Jersey Devils New York Islanders New York Rangers Philadelphia Flyers Pittsburgh Penguins Washington Capitals | División Atlántico Boston Bruins Buffalo Sabres Detroit Red Wings Florida Panthers Montreal Canadiens Ottawa Senators Tampa Bay Lightning Toronto Maple Leafs |

## Ganadores del Prince of Wales Trophy
Un asterisco (*) denota un equipo que nunca ganó la Final de la Conferencia Este.
| Títulos | Equipo                     |
| ------- | -------------------------- |
| 25      | Montreal Canadiens         |
| 18      | Boston Bruins              |
| 13      | Detroit Red Wings*         |
| 6       | Pittsburgh Penguins        |
| 5       | New Jersey Devils          |
| 4       | New York Rangers           |
| 4       | Philadelphia Flyers        |
| 3       | Buffalo Sabres             |
| 3       | New York Islanders         |
| 3       | Tampa Bay Lightning        |
| 2       | Carolina Hurricanes        |
| 2       | Chicago Blackhawks*        |
| 2       | Toronto Maple Leafs*       |
| 2       | Washington Capitals        |
| 1       | Florida Panthers           |
| 1       | Montreal Maroons           |
| 1       | Ottawa Senators            |
| 1       | Ottawa Senators (original) |

## Conferencias y Divisiones
- Conferencia Este
  - División Atlántico
  - División Metropolitana

- Conferencia Oeste
  - División Central
  - División Pacífico